# Делян Пеевски
Делян Славчев Пеевски е български олигарх, предприемач, медиен магнат и политик. Народен представител е от парламентарната група на ДПС от 2009 до 2017 година и отново от 2021 година. Заедно с майка си, Ирена Кръстева, e ръководил печатни издания и телевизии. До 2015 г. официално собственик на такива е само Кръстева, която е и съсобственик в най-голямата печатница в България – ИПК „Родина“. Пеевски е сочен от конкурентните издания и като собственик на редица разпространителски вестникарски дружества. През август 2015 г. Пеевски официално придобива в цялост дяловете от вестниците „Телеграф“, „Монитор“, „Политика“, „Меридиан мач“ и „Юропост“. Същата година официализира и миноритарния си дял от собствеността си в тютюневия гигант „Булгартабак“ (която е около 5% от дяловете на дружеството), приватизирано през мандата на първото правителство на Бойко Борисов (2009 – 2013). През 2021 г. дружеството еднолична собственост на Делян Пеевски „Интръст“ продава фирмата, издаваща медиите му – „Вестник Телеграф“ ЕООД на базирания в Сърбия консорциум „Юнайтед груп“. През 2024 година е издигнат на поста съпредседател на ДПС.
Според германския разследващ журналист Юрген Рот Делян Пеевски контролира „Нова българска медийна група“ заедно с майка си Ирена Кръстева, която е официалният собственик. Общият тираж на шестте вестника в групата е 220 000 броя дневно. В групата влизат и два телевизионни канала и многобройни интернет издания. Пеевски е санкциониран от САЩ и Великобритания за тежка корупция, като се твърди, че е замесен в престъпления, свързани със злоупотреба с публични средства.

## Биография
Роден е в София на 27 юли 1980 г., завършва столичното 119-о СУ „Акад. Михаил Арнаудов“. През 2001 г. Делян Пеевски става член на НДСВ, тогавашният министър на транспорта Пламен Петров го назначава за парламентарен секретар и му възлага да оглави борда на „Пристанище Варна“ ЕАД – най-голямото пристанище в България, тогава Пеевски е само на 21 години, пост от който по-късно е освободен поради липса на образователен ценз. Според Юрген Рот тогава пристанището се владее от свързваната с организирана престъпност групировка ТИМ. През това време той е студент по право в Югозападния университет „Неофит Рилски“.[източник? (Поискан преди 44 дни)] При правителството на Симеон Сакскобургготски майката на Пеевски, Ирена Кръстева, е шеф на Българския спортен тотализатор. От май 2005 г. Пеевски е следовател в стопански отдел на Столичната следствена служба, макар че според закона за тази длъжност се изисква двегодишен стаж. Пет месеца по-късно е назначен за заместник-министър на държавната политика при бедствия и аварии в правителството на Сергей Станишев. Там той наблюдава Държавна агенция „Държавен резерв и военновременни запаси“. Става и член на междуведомствената комисия, която издава лицензите за търговия с оръжие.
През 2007 г. Делян Пеевски, който тогава е зам.-министър на политиката при бедствия и аварии, е обвинен от тогавашния изпълнителен директор на „Булгартабак“ Христо Лачев, че е бил притискан от него. По думите на Лачев Пеевски поискал на близки до него фирми да бъде осигурена работа с тютюневата компания. Прокуратурата образува досъдебно производство, в рамките на което разследва Пеевски за злоупотреба със служебно положение. Докато тече разследването Пеевски е уволнен от поста си. През септември 2007 г. досъдебното производство е прекратено заради липса на данни за извършено престъпление. Висшият съдебен съвет го възстановява и като следовател, тъй като законът пази местата в съдебната власт на депутати, министри, зам.-министри, кметове и общински съветници. Две седмици по-късно Пеевски е възстановен на поста зам.-министър на бедствията и авариите.
На 2 юни 2021 г. Службата за контрол на чуждестранните активи на Министерството на финансите на САЩ налага санкции на Делян Пеевски, Васил Божков и Илко Желязков за тяхната значителна роля в корупцията в България, както и техните мрежи, обхващащи 64 компании. Те са санкционирани съгласно Указ 13818, който допълва и прилага Глобалния закон „Магнитски“ за отчетност при нарушаване на човешките права и пране на пари и е насочен срещу извършителите на тежки нарушения на човешките права и корупция в целия свят. В края на юни 2021 г. е обявено, че американската юридическа кантора „Морган Луис“, представляваща Делян Пеевски, е подала искане до Службата за контрол на чуждестранните активи (OFAC) към Министерството на финансите на САЩ за заличаване на санкциите срещу клиента им. През 2022 г. същата кантора завежда от името на Пеевски съдебен иск пред американски съд за отмяна на наложената му санкция по закона „Магнитски“. В иска, който е срещу Държавния департамент, Министерството на финансите на САЩ и Службата за контрол на чуждестранните активи (OFAC) се посочва, че липсват каквито и да било доказателства за негови неправомерни действия, както и че до настоящия момент американската администрация също не е предоставила такива доказателства на неговите адвокати, въпреки многократно отправените искания за това.
През февруари 2022 година Пеевски е санкциониран за корупция и от Великобритания. На 10 февруари британският външен министър обявява налагането на санкции срещу трима българи, като освен Делян Пеевски, в групата са и бившият зам.-председател на Националното бюро за контрол на специалните разузнавателни средства Илко Желязков и хазартният бос Васил Божков. Последните двама също са сред санкционираните българи по „Магнитски“ в САЩ. Според Лондон тримата са замесени в престъпления, свързани с корупция, включително злоупотреба с публични средства.

## Парламентарна дейност
От 14 юли 2009 г. насам Пеевски е народен представител в съставите на седем Народни събрания от гражданската квота на ДПС. На 29 юли 2009 г. е избран за член на Комисията по вътрешна сигурност и обществен ред, а от 20 януари 2010 г. член на Комисията по правни въпроси.
По предложение на министър-председателя Пламен Орешарски на 14 юни 2013 г. с гласовете на 116 народни представители Делян Пеевски е избран за председател на Държавната агенция за национална сигурност (ДАНС). Под натиска на последвалите протести срещу това назначение и изразено недоверие от представители на евро-атлантически партньори Народното събрание единодушно отменя това свое решение на 19 юни същата година. Случаят става известен в цяла Европа.
Следват няколко месеца на неяснота дали при това положение Пеевски все още е депутат или не. През месец декември 2013 г. Конституционният съд със 7 на 5 гласа решава, че Делян Пеевски все пак остава депутат. Избран е за евродепутат от листата на ДПС на изборите за Европейски парламент през май 2014 г., но се отказва от мястото си.
На извънредните парламентарни избори проведени на 26 март 2017 г. Делян Пеевски отново е избран за народен представител от ДПС.
На изборите за Европейски парламент през 2019 г. ДПС отново издига кандидатурата на Делян Пеевски, заедно с председателя на партията Мустафа Карадайъ. Двамата са избрани за депутати в бъдещия Европейски парламент, но се отказват от мандатите си.
На 16 октомври 2023 г. Делян Пеевски става съпредседател на парламентарната група на ДПС в 49-ото Народно събрание заедно с Мустафа Карадайъ. На 7 ноември председателят на ДПС Мустафа Карадайъ подава оставка и на следващия ден Пеевски става единствен шеф на депутатите от партията. Заместник-председателят на партията Ахмед Ахмедов и лидерът на младежкото движение Сезгин Мехмед също подават оставки. На 15 ноември 2023 г. Пеевски заявява, че ще се кандидатира за председател на ДПС, а след два дни той открива сам заседанието на Централния съвет на партията, на което е решено Националната конференция за избор на нов председател да се проведе на 24 февруари 2024 г. На 18 декември 2023 г. Делян Пеевски и Йордан Цонев участват в скандално спречкване и влизат във физически сблъсък с депутати от партия „Възраждане“, които Пеевски нарича с остра обидна реплика.
В края на февруари 2024 година Делян Пеевски и Джевдет Чакъров са избрани за съпредседатели на ДПС. През юли същата година в ДПС настъпва дълбок разкол, като от едната страна застават гравитиращите около Пеевски активисти (по-късно регистрирано като ДПС – Ново начало), а от другата са тези начело с Чакъров, подкрепящи Ахмед Доган, който настоява за оставката на Пеевски и близки до него фигури в партията (по-късно регистрирано като Алианс за права и свободи).

## Медии
На 21 януари 2021 водещият доставчик на телекомуникационни услуги и издател на медии в Югоизточна Европа – „Юнайтед Груп“, обявява, че е постигнал споразумение със собственика на медийната група, издаваща вестник „Монитор“ – дружеството еднолична собственост на Делян Пеевски – „Инстръст“, за закупуването на „Вестник Телеграф“ ЕООД. От „Юнайтед Груп“ уточняват и медиите, собственост на дружеството – ежедневниците „Телеграф“ и „Монитор“, спортния вестник „Мач Телеграф“, седмичника „Политика“, англоезичния седмичник „Юропост“ и регионалното издание „Борба“ (50%). На 16 март 2021 г. от групата обявяват, че сделката е приключена, като „Юнайтед Груп“ придобива изданията през дъщерното си дружество „Нетинфо“.

## Личен живот
Пеевски има дъщеря от бившата си приятелка Зара Петрова, която е кръстена на баба си Ирен-Софи. Впоследствие има връзка с попфолк изпълнителката Цветелина Янева. Ражда им се син в началото на септември 2023 г. Бащата на Делян Славчо Пеевски е разведен отдавна с Ирена Кръстева. Той е основател на „Асоциация за борба против корупцията в България“. Същият е подавал неколкократно сигнали в прокуратурата срещу сина си и бившата си съпруга, но по думите му, там всичко се потулва. От своя страна майката и синът му завеждат дело срещу него за оказван тормоз.

## В художествената литература
Част от действието в романа на Светозара Давидкова „Главен изпълнителен директор“ се развива на фона на протестите срещу кабинета „Орешарски“. Делян Пеевски е определян от героите като „мафиот“ и „олигарх“.